# Леб'яже 1-е
Леб'я́же 1-е (рос. Лебяжье 1-е) — присілок у складі Леб'яжівського округу Курганської області, Росія.
Населення — 496 осіб (2010, 568 у 2002).